# Kurzfilm
Ein Kurzfilm (englisch short (film) oder short subject) definiert sich als Gegenstück zum Langfilm (oder Langspielfilm) ausschließlich über seine Filmlänge. Ein Film, der bis zu 30 Minuten lang ist, kann als Kurzfilm gelten, wobei der Begriff an sich erst um 1915 herum generiert wurde. Ein Kurzfilm kann also sämtliche Filmgenres und -gattungen bedienen, und sowohl fiktional, dokumentarisch, experimentell oder animiert sein.

## Geschichte

### Kurzfilm im frühen Hollywood
Die Geschichte des Kurzfilms startete in den frühen Tagen des Kinos. Damals waren im Grunde alle Filme „Kurzfilme“, weil sie aus einem Akt bestanden. Dies änderte sich mit D.W. Griffiths Judith von Bethulien (1914) und Die Geburt einer Nation (1915). Ende der 1920er waren Filme mit einer Länge von ein bis zwei Stunden keine Seltenheit mehr. Zurück blieben bestimmte Kategorien von Filmen, wie Trickfilme oder Komödien, vor allem Slapstick. In diesen Kategorien war der Kurzfilm noch immer eine Hausmacht, beispielsweise bei Laurel und Hardy oder den Kleinen Strolchen. Besonders erfolgreich waren die von 1936 bis 1955 gezeigten Kurzfilme der sogenannten Pete Smith Specialties. Für viele Filmstudios boten Kurzfilme auch die Möglichkeit für Experimente. Doch im Laufe der Jahre verloren die Studios das Interesse an Kurzfilmen. Im Vergleich zu Langfilmen war der Kurzfilm in schlechter Verfassung. Es war das Fernsehen in den 1950er-Jahren, das den Kurzfilm in Hollywood zum Fall brachte. Auf der einen Seite wurde das Publikum immer kleiner, auf der anderen Seite die Produktionskosten höher – und somit war es nicht mehr möglich das Medium Kurzfilm zu unterstützen. Auch die Kinoketten wollten sie nicht mehr, da man aufgrund der Konkurrenz durch das Fernsehen versuchte, so viel Filmvorstellungen wie möglich an einem Tag unterzubringen – damit wurde den Kurzfilmen der Platz als Programmfüller weggenommen. Somit kam es zu einem Ende des Kurzfilms in Hollywood, herbeigeführt von denselben Gründen, durch die er zu Beginn entstanden war: ökonomische Überlegungen.

### Der Kurzfilm außerhalb Hollywoods
In den 30er Jahren wurde die Kluft zwischen Film als Kunst und Film als Geschäft immer größer. Nach dem Zweiten Weltkrieg begannen immer mehr Filmemacher mit den gängigen Konventionen des „gewöhnlichen“ Films zu experimentieren.
Mit „Meshes of the Afternoon“ (1943) erschütterte Maya Deren die grundsätzliche Form des filmischen Erzählens. Hierbei handelt es sich um eines der wichtigsten und einflussreichsten Werke des Experimentalkinos und der Avantgardebewegung in der amerikanischen Filmbranche.
Unzufrieden mit dem formelhaften Stils des gängigen Hollywood-Kinos, machten sich auch andere Filmschaffende in den 50er Jahren daran, die Filmsprache auf ihre Weise zu revolutionieren. In diesem Jahrzehnt entstanden auch die ersten Vorführmöglichkeiten für solch unkonventionelles Schaffen. Die 1960er-Jahre können als Blütezeit des experimentellen Kurzfilms gelten, die spätestens mit dem Aufkommen von Multiplex-Kinos Anfang der 1980er Jahre zu Ende war.

### Der amerikanische Kurzfilm ab 1970
In den 1970er Jahren entstanden auch die ersten Film-Departments an den Universitäten in Amerika. Durch diese Filmschulen und die wachsende Anzahl an internationalen Festivals entstand eine Art neues Genre im Kurzfilmmilieu: der „calling card“-Film. Die meisten modernen Kurzfilme von Filmstudenten sind nicht experimentell, sondern besitzen eine narrative Struktur. Diese Filme sollen vor allem die Fähigkeiten eines Studenten demonstrieren. Viele heutzutage berühmte Regisseure haben so angefangen, wie zum Beispiel Steven Spielberg (Amblin’), George Lucas (Electronic Labyrinth: THX 1138 4EB) oder Martin Scorsese (The Big Shave). Oft sind Kurzfilme nur eine Möglichkeit, um sich einen Namen in der Filmindustrie zu machen, und endlich einen Langfilm realisieren zu können. Denn üblicherweise sind Langfilme jenes Terrain, in dem man Geld und Ruhm erreichen kann. Doch Kurzfilme bieten auch renommierten Regisseuren die Möglichkeit, ohne größeren finanziellen Druck zu experimentieren. Experimentelle Kurzfilme sind vor allem bei Musikvideos verbreitet – sie sind die offensichtlichste und auch beliebteste Form des nicht-narrativen Kurzfilms.

## Länge
Die Länge eines Kurzfilms beträgt in der Regel weniger als 30 Minuten. Allerdings sind die Grenzen hier nicht klar definiert. Bei Kurzfilmfestivals gelten oftmals unterschiedliche Längenbegrenzungen. Die Academy of Motion Picture Arts and Sciences sieht einen Film mit einer Länge unter 40 Minuten als Kurzfilm an. Die Internationalen Filmfestspiele Berlin definieren die Maximallänge eines Kurzfilms je nach Sektion zwischen 15 und 30 Minuten. Der Deutsche Kurzfilmpreis setzt die Grenze bei 30 Minuten. Im Rahmen des deutschen Filmförderungsgesetzes (FFG) hat ein Kurzfilm eine Vorführdauer einschließlich Vor- und Abspann von höchstens 30 Minuten (§ 40 Abs. 4 FFG, bis 2017 höchstens 15 Minuten, § 14a Abs. 4 FFG a. F.). Das Bundesamt für Kultur (BAK) der Schweiz definiert den Kurzfilm hingegen in Abgrenzung zum Langfilm, d. h. als Film unter 60 Minuten (Art. 3 Bst. d und e FiFV). Für Filme, die die 30-Minuten-Marke überschreiten ohne abendfüllend zu sein, hat sich im romanischen Bereich die im deutschsprachigen Raum wenig gebräuchliche Bezeichnung Mittellangfilm eingebürgert.

## Rezeption heute
Im allgemeinen Sprachgebrauch wird der Begriff Kurzfilm heute auch des Öfteren im Zusammenhang mit nichtkommerziellen Filmprojekten verwendet. Vielfach wird der Kurzfilm auch, wegen seiner Beliebtheit bei lernenden Filmemachern, mit dem Studentenfilm gleichgesetzt.
Inzwischen wird der Kurzfilm jedoch, ähnlich wie sein literarisches Pendant, die Kurzgeschichte, als eigenständiges Genre mit besonderen Ausdrucksmöglichkeiten begriffen. Bedingt durch seine Kürze eröffnet der Kurzfilm Filmemachern künstlerische Möglichkeiten, die dem Langfilm fehlen. So kommen auch erfolgreiche Regisseure von Kinofilmen bisweilen auf das Format Kurzfilm zurück. Durch die Einführung der DVD erfreut sich der Kurzfilm als DVD-Beigabe einer gewissen Beliebtheit und bietet damit ein Zusatzangebot für Sonderausgaben.
Trotz der schwierigen Situation im kommerziellen Kino wird der Kurzfilm als eigene Kategorie durch wichtige Filmpreise gewürdigt. Bei der Oscar-Verleihung werden Oscars in drei verschiedenen Kategorien ausschließlich für Kurzfilme vergeben (Kurzspielfilm, Animationskurzfilm, Dokumentarkurzfilm).
Bei speziellen Kurzfilm-Projekten erstellen Regisseure (teilweise in einer Wettbewerbssituation) Kurzfilme zu einem vorgegebenen Thema, die dann als Gesamtheit in Spielfilmlänge präsentiert werden. Bekannte Projekte sind 11′09″01 – September 11 (2002), Ten Minutes Older (2002) und die 99 Euro Films (2001). In letzterem Projekt durfte kein Film in der Herstellung mehr als 99 Euro kosten. Durch die thematische Aneinanderreihung mehrerer Kurzfilme kann ein Episodenfilm entstehen, so geschehen in der Hommage an Paris Paris, je t’aime berühmter Regisseure, wie etwa Tom Tykwer und die Coen-Brüder.
Eine Besonderheit ist das experimentelle Projekt The Five Obstructions (2003) von Jørgen Leth. Für jede der fünf Kurzfilm-Episoden machte ihm der Filmemacher Lars von Trier Einschränkungen und Vorgaben, die der Regisseur im Film umsetzen musste.

### Neue Chancen durch das Internet
Durch Tauschbörsen und Downloadportale im Internet hat der Kurzfilm seit 1995 ein Revival. Auf diesem neuen Medium spielt er seinen Heimvorteil der Kürze aus und kann mal eben kurz kopiert oder Freunden am Computer gezeigt werden. Die internationale Bekanntheit die Kurzfilme wie der deutsche Staplerfahrer Klaus, oder die polnische Katedra von Baginski erreicht haben, wäre ohne Kopie im Internet nicht möglich gewesen. Filme wie die Adicolor-Serie oder Bernards Blue Screen of Death zeigen, dass bei dieser neuen Generation von Kurzfilmen die Grenze zu Werbung und Podcasts verschwimmt. Während Filme in Normallänge über das Internet derzeit kaum legal vertrieben werden, hat der Kurzfilm im Internet die Marktreife erreicht und ist auf YouTube, Vimeo und vielen Downloadportalen präsent. Die Organisatoren des renommierten Sundance Film Festivals veröffentlichte sogar Kurzfilme die im Programm liefen, auf ihrer Website.
Mithilfe der Verbreitung durch das Internet gewannen Kurzfilme gewissermaßen ihre Attraktivität zurück, wodurch sich auch wieder einige Kinos oder Privat-Fernsehsender für sie zu interessieren begannen, und wieder auch Kurzfilme in ihrem Programm zeigten. Aufgrund dieser neuen Vertriebsmöglichkeiten besteht eine reelle Chance für Filmemacher, mit Kurzfilmen ein wenig Geld zu verdienen. Ob Kurzfilme nun jemals kommerziell werden können, und es Leute geben wird, die davon leben können, ist jedoch sehr fraglich. Trotzdem wird es sie auch weiterhin geben – sei es nun um Kunst zu kreieren oder als Einstieg in die Filmbranche.

## Kurzfilm und Werbung
Bei der Berlinale 2015 wurde eine Tendenz der Werbung attestiert, Kurzfilme als ausdifferenziertes Filmformat mit entsprechender Emotionalisierung und einem zielgruppenspezifischen Storytelling einzusetzen. Neben der Filmkuratorin Maike Mia Höhne und dem Regisseur Ralf Schmerberg nahm auch der Leiter Markenkommunikation eines Fahrzeugherstellers Stellung zum Trend zum Kurzfilm in der Werbung. Umgekehrt gibt es auch Kurzfilme, die die Werbefilmästhetik parodieren, etwa im Falle von MCP, einer preisgekrönten Abschlussarbeit bei der Parodie Filmakademie Ludwigsburg. Der Regisseur Haase hatte dabei einen Werbeslogan für eine Bremshilfe, Erkennt Gefahren, bevor sie entstehen insoweit persifliert, als der Fahrzeugassistent es zulässt, einen Jungen zu überfahren, der sich im Nachhinein als Adolf Hitler herausstellt. Nach Jens Jessen richtet sich die Parodie gegen eine philosophisch überhöhenden Werbung, die Produkte mit einer metaphysischen Aura versehen möchte. Faktisch gehen aber die Herstellung von viralen Videos, deren Produktion in der Werbung wie auch der Parodie von Werbehypes wie dem viralen Marketing auch Hand in Hand. Das wird unter anderem an dem Filmemacher wie Werbespezialist Dominik Kuhn festgemacht, der sich mit einschlägigen parodistischen Kurzfilmen als Fachmann für Viralkampagnen in der Industrie wie bei Fernsehsendern etabliert hat.

## Organisationen

### Filmverleiher und Filmvertriebe (deutschsprachiger Raum)
- Interfilm Berlin, Internationaler Kurzfilmvertrieb und -verleih, Kurzfilmfestival
- Kurzfilm Agentur Hamburg, Kurzfilmvertrieb, Kurzfilmfestival und -verleih, DVD-Veröffentlichungen, DVD-Download, Kurzfilmprogramme für Kino
- W-film Köln, KurzfilmKino mit dem Label NIGHT OF THE SHORTS
- sixpack Verleih (Verleih für Kurzfilme, experimentelle Videos, Animations- und Dokumentarfilme aus Österreich)
- Magnet Film, Sales Agency für lange Dokumentarfilme und Kurzfilme aller Genre
- Lemonade Films, Agentur für Festivalstratagie und -verleih (Lang- und Kurzfilm), Österreich

### Verbände und Institutionen (deutschsprachiger Raum)
- AG Kurzfilm, Bundesverband Deutscher Kurzfilm
- Deutscher Kurzfilmpreis unterwegs, Kinotour der nominierten und mit dem Deutschen Kurzfilmpreis ausgezeichneten Filme
- Pro Short, der Verband Kurzfilm Schweiz

## Kurzfilme im deutschen Fernsehen und im Internet
Das älteste Forum für Kurzfilme im deutschen Fernsehen ist das Magazin Kurzschluss auf Arte. 3sat zeigt regelmäßig Kurzfilmnächte programmbegleitend zu den Kurzfilmtagen Oberhausen. Auch die dritten Programme zeigen regelmäßig zu später Uhrzeit Kurzfilm-Nächte, wie zum Beispiel der WDR mit kurzundschoen, hr mit Frischfilm – Die Nacht der Hochschulfilme oder der SWR mit Kurzfilmrolle. Der Sender BR zeigt mehrmals im Jahr Kurzfilmnächte, die sich um ein bestimmtes Thema gruppieren. Einmal im Monat präsentiert die Sendung Unicato die Kurzfilmwelt im Sendegebiet des MDR Fernsehens.
Der Fernsehsender 13th Street zeigt in der Sendereihe Shocking Shorts Kurzfilme aus den Genres Action, Krimi, Thriller, Mystery und Horror. In diesem Rahmen wird auch der Shocking Shorts Award verliehen. Unter dem Label werden auch DVDs veröffentlicht. Im kommerziell orientierten Privatfernsehen gibt es für Kurzfilme in der Regel kaum Platz, in unregelmäßigen Abständen zeigt der Sender Tele 5 Kurzfilme aus der Shocking Shorts-Reihe. Der regionale Fernsehsender RNF zeigt seit März 2010 in seinem Kurzfilmmagazin Bermuda Shorts Kurzfilme aus der Metropolregion Rhein-Neckar. Seit Januar 2015 bietet der regionale Fernsehsender NRW.TV die Möglichkeit an, im Rahmen der NRW.TV Kurzfilmnacht Filme einzureichen. Es handelt sich hierbei um eine wöchentliche Sendereihe. Eine weitere Ausnahme bilden die auf den Musiksendern gezeigten Musikvideos.